# Taraxacum boekmanii
Taraxacum boekmanii — вид квіткових рослин з родини айстрових (Asteraceae). Вид зростає в Європі: Англія, Уельс, Шотландія, Північна Ірландія, Ірландія, Данія, Швеція, Німеччина, Польща, Чехія, Франція; це багаторічна рослина помірних біомів.
Середня жилка блискуча червоно-пурпурова до верхівки; кінцеві листкові частки округлі, часто розділені.